# Médaille commémorative française des opérations de l'Organisation des Nations unies en Corée
La médaille commémorative française des opérations de l’Organisation des Nations unies en Corée est une décoration militaire française, qui fut créée le 8 janvier 1952 sous l’impulsion de Vincent Rotinat, alors président de la commission de la défense nationale du Conseil de la République française.

## Historique
En juin 1950, la France envoya durant la guerre de Corée un bataillon de volontaires commandés par le général Monclar (Inspecteur de la Légion étrangère) et un bâtiment de guerre de la Marine nationale. À ce moment-là, la France menait déjà une guerre en Indochine française depuis 1946.
La distinction a été créée par le décret no 52-34 du 8 janvier 1952. Elle est décernée aux membres des Forces françaises dans la guerre de Corée ayant servi au moins deux mois en Corée, ainsi qu'aux étrangers ayant servi sous commandement français, sous réserve de l’agrément de leur gouvernement respectif.

## Insigne
La médaille et le ruban ont été fixés comme suit:
- Ruban : 
  - raie blanche entouré de deux raies bleu ciel (couleur de l'ONU);
  - présence de trois bandes (bleu-blanc-rouge) sur les deux bords du ruban (couleur du drapeau français);
- Médaille d'un module de 36 mm :
  - avers : armes de la Corée entourées par une bordure à huit lobes se tenant devant un flambeau, on observe aussi la présence d'une couronne de laurier autour;
  - revers : inscription « Médaille commémorative française des opérations de l’Organisation des Nations unies en Corée » avec bordant le tour l'inscription « République française » ;
- Bélière :
  - elle représente le toit d'une pagode.